# إيمانويلي كالايو
إيمانويلي كالايو (بالإيطالية: Emanuele Calaiò) (مواليد 8 يناير 1982 في باليرمو - إيطاليا) لاعب كرة قدم إيطالي يلعب حاليا لصالح نادي الدرجة الأولى سيينا الإيطالي منذ 2008 في مركز المهاجم .

## وصلات خارجية
- إيمانويلي كالايو على موقع قاعدة بيانات كرة القدم.إي يو (الإنجليزية)
- إيمانويلي كالايو على موقع Soccerway.com (الإنجليزية)
- إيمانويلي كالايو على موقع عالم كرة القدم.نت (الإنجليزية)
- إيمانويلي كالايو على موقع AS.com (الإسبانية)